# Marcelo Gomes
Marcelo Santos Martins Gomes "Zulu" (ur. 27 grudnia 1980) – brazylijski zapaśnik. Zajął 45 miejsce na mistrzostwach świata w 2011. Siódmy na igrzyskach panamerykańskich w 2007. Piąty na mistrzostwach panamerykańskich w 2005. Brązowy medalista igrzysk Ameryki Południowej w 2010 i mistrzostw w 2012 roku.